# Józef Gawliczek
Józef Gawliczek, né le 2 janvier 1939 à Mszana (Pologne), est un coureur cycliste polonais de la décennie 1960-1970. Il a couru un nombre important de courses à étapes.

## Biographie
La particularité de Józef Gawliczek au début des années 1960 tient en peu de mots : c'est un coureur qui "grimpe". Contrairement à la plupart de ses coéquipiers de l'équipe de Pologne engagée dans le premier Tour de l'Avenir en 1961, il réalise un  bon parcours dans les étapes montagneuses et termine l'épreuve à une 11e place honorable  Trois années plus tard, il remporte la 4e étape de ce Tour de l'Avenir à Andorre et termine 6e de la course qui révèle l'italien Felice Gimondi. Entre-temps Józef Gawliczek a glané le Prix du meilleur grimpeur de la Course de la Paix en 1963. Sa carrière qui se prolonge jusqu'après 1971 est jalonnée de quelques succès internationaux, en particulier en Grande-Bretagne, où il remporte la Milk Race en 1966, et de places dans nombre de courses à étapes.

## Palmarès

### auChampionnat de Pologne
- 1961 : 3e
- 1967 : 3e

### à laMilk Race
- 1962 : 9e
- 1966 : vainqueur, enlevant le prix de la montagne.

### auTour de l'Avenir
- 1961 : 11e
- 1964 : 6e, et vainqueur de la 4e éótape
- 1965 :

### à laCourse de la Paix
- 1963 : 17e, et vainqueur du Prix de la montagne
- 1964 : 28e
- 1965 : 25e
- 1967 : abandon

### auTour de Pologne
- 1960 : 22e
- 1962 : 13e
- 1966 : vainqueur
- 1967 : 5e
- 1968 : 25e
- 1969 : 8e
- 1970 : 8e, vainqueur de la 11e étape
- 1971 : 16e
- 1972 : 6e

### auTour de Roumanie
- 1965 : vainqueur

### auTour d'Autriche
- 1968 : 11e
- 1969 : 10e
- 1970 : 14e
- 1972 : 11e

### au Tour d'Écosse
- 1967 : 2e

### auTour de Yougoslavie
- 1971 : 3e

### auTour de Slovaquie
- 1971 : vainqueur de la 6e étape